# Rob Gardner
Rob Gardner (New York, 1965 –) amerikai rockzenész, dobos. Játszott az L.A. Guns és a Guns N’ Roses zenekarokban is. Ő volt a Guns N’ Roses eredeti felállásának dobosa. 
1985 március 26. és április 27. között összesen 5 koncerten lépett fel a zenekarral, majd távozott. A helyére Steven Adler került.